# Kostel svatého Jana Nepomuckého (Všemina)
Kostel svatého Jana Nepomuckého se nachází v obci Všemina. Samostatná duchovní správa byla ve Všemině založena roku 1778. V roce 1780 se rozhodl patron lukovského panství Christián August, hrabě ze Seilern, postavit ve Všemině kostel. Farní kostel sv. Jana Nepomuckého postavil neznámý stavitel v letech 1780–1784. Datum vysvěcení kostela není známo. Poutní slavnost se ve všeminské farnosti koná 16. května na svátek svatého Jana Nepomuckého. Prvním knězem ve všeminské farnosti byl P. Filip Bořuta mezi léty 1778–1795.

## Popis kostela
Je to prostá barokní stavba z lomového kamene a cihel. Až do roku 1904 měla šindelovou střechu a byla uvnitř i zvenčí obílená. Hlavní věž byla nižší a měla šindelovou báň. Byla dvakrát přestavěna, naposled v roce 1904. Vnitřní rozměry kostela jsou: délka 15,9 metrů, šířka 9,2 metrů, výška 8,7 metrů, hlavní věž je vysoká 20 metrů. Stropní obrazy, křížová cesta a sochy sv. Cyrila a Metoděje, které se nacházejí na kůru, jsou z roku 1904 a vytvořil je zdejší rodák Alois Martinů, řezbář a profesor kreslení.
V roce 1789 se stal hlavním a jediným všeminským oltářem boční oltář ze zrušeného františkánského kostela v Kroměříži. Zůstal z něho jen kříž a sochy Bolestné Panny Marie a svatého apoštola Jana. Roku 1817 byl namalován nový oltářní obraz Janem Kyslingem z Holešova. Ještě předtím zdejší kostel dostal 6 velkých obrazů světců z Velehradu. Bohužel se nic z toho nedochovalo. V roce 1887 byl barokní oltář nahrazen novým pseudogotickým. Později k němu přibyly dva boční oltáře – Božského srdce Páně a Panny Marie a kazatelna podobného vzhledu.

### Opravy a úpravy kostela
Roku 1963 dle návrhu akademického malíře Františka Paňáze a akademického sochaře A. Špetíka byla provedena nová úprava vnitřního interiéru kostela v prostém moderním stylu. V kostele byla prodloužena okna a zvýšeno kněžiště. Pro sešlost a nevhodnost byl odstraněn hlavní oltář, boční oltáře i kazatelna.

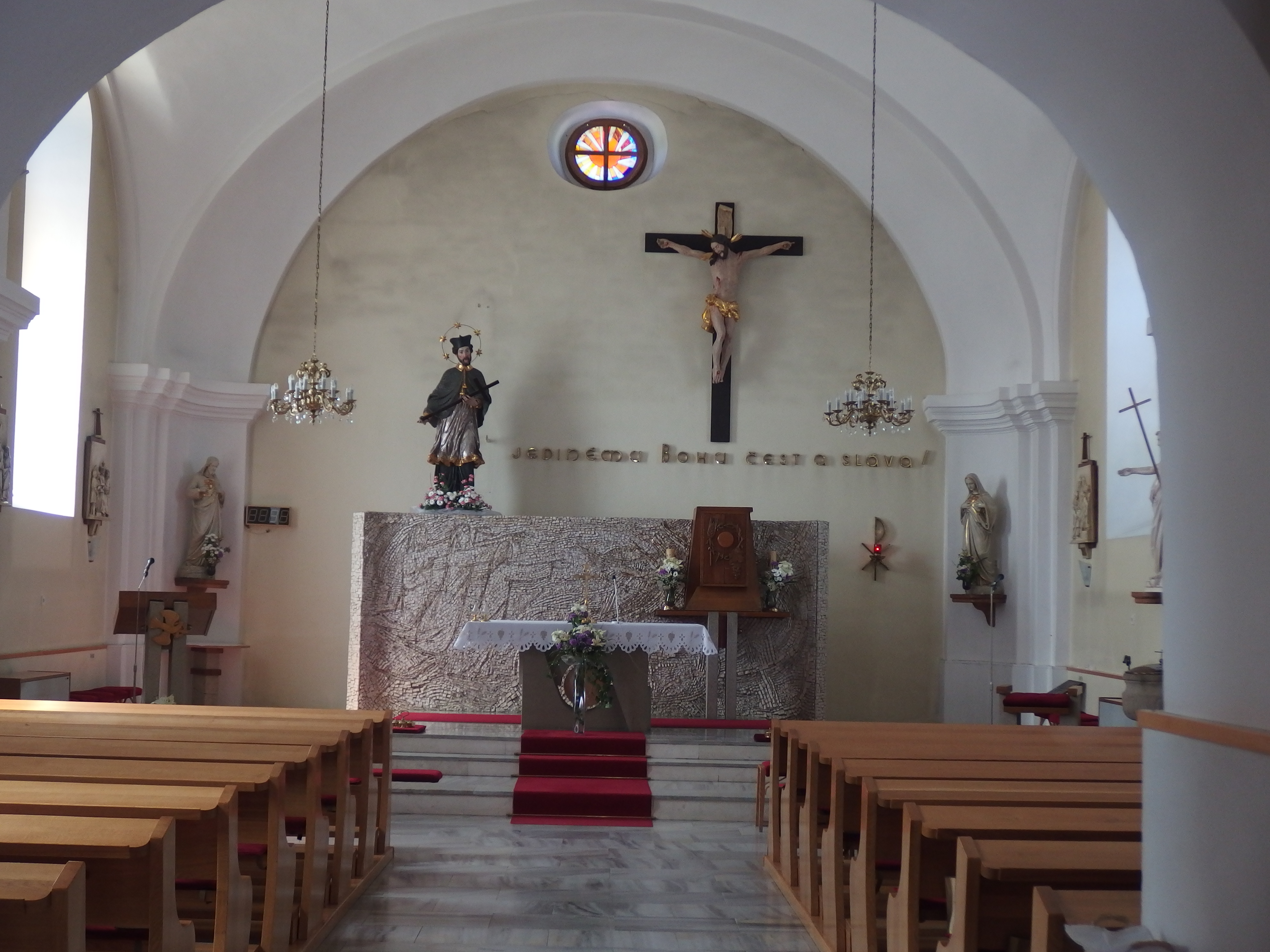
Interiér kostela

Sochy z bočních oltářů zůstaly na svém místě na podstavcích. Na pilířích kůru zůstaly barokní sochy sv. Petra a Pavla neznámého původu. Zajímavá je i původní pískovcová křtitelnice. Na stěnu presbytáře byla umístěna socha sv. Jana Nepomuckého, která pochází od neznámého barokního mistra z kostela sv. Karla Boromejského v Praze. Roku 1974 bylo v kostele instalováno elektrické vytápění a rok 1981 byl významný hlavně vybudováním nové zákristie.
Roku 1983 bylo zdivo a klenba „stáhnuty ocelovými pruty“ kvůli zvětšujícím se trhlinám ve zdivu. V roce 1986 bylo upraveno pozadí oltáře. Byl odstraněn závěs z látek a postavena zeď, ta byla opatřena keramickou mozaikou znázorňující adorující postavy a jejich modlitby jako kadidlový kouř, který zahaluje svatostánek.
Významným mezníkem oprav a úprav byl rok 2000. Byla provedena výměna oken a instalovány nové lavice, které nahradily lavice z roku 1901. Vnitřní obvodové stěny byly obloženy do výše 1 metru sádrokartonovým obložením s větracími mřížkami. Byla opravena elektroinstalace s následnou montáží nového osvětlení a restaurovány všechny sochy. Roku 2001 byla okna opatřena vitrážemi podle návrhu výtvarníka Jana Jemelky z Olomouce. Kříž z hlavního oltáře z roku 1789 byl přemístěn z předsíně na stěnu presbytáře. V témže roce byl celý kostel nově omítnut.

### Kostelní zvony
V hlavní věži jsou 4 zvony. Dva z roku 1956 a další z roku 1968 a 1978. V roce 1916 a 1942 byly původní zvony zkonfiskovány k válečným účelům.

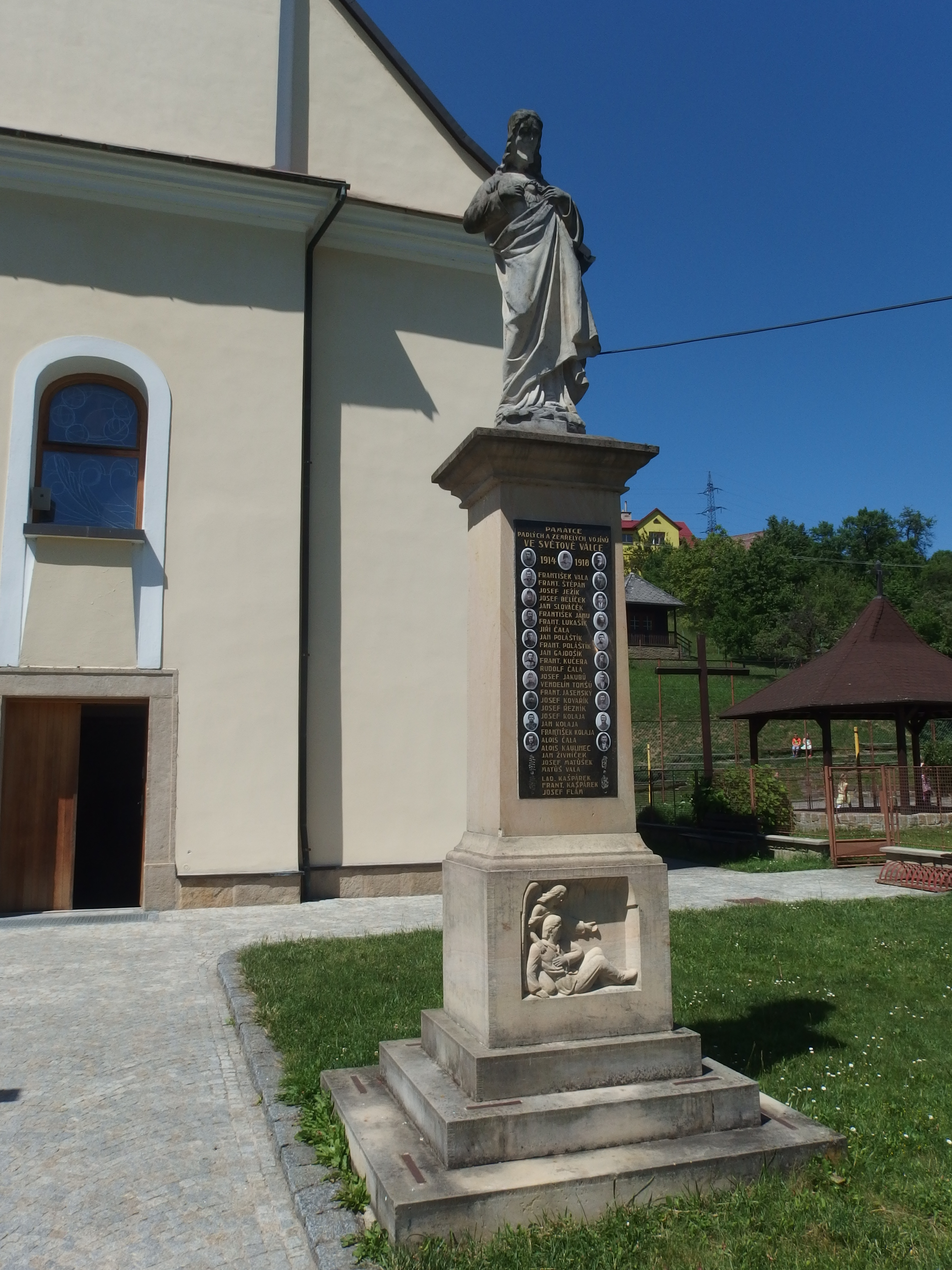
Pomník obětem 1. světové války

### Varhany
V roce 2008 bylo rozhodnuto o realizaci píšťalových varhan. Dílo bylo úspěšně dokončeno a 20. prosince 2010 završeno kolaudací s následným převzetím nástroje. Slavnostní žehnání nových varhan olomouckým světícím biskupem mons. Josefem Hrdličkou se konalo v sobotu 5. března 2011.

## Pomníky před kostelem
Před všeminským kostelem jsou postaveny dva pomníky. První připomíná oběti 1. světové války. Na tomto pomníku jsou vypsána jména všeminských rodáků, kteří ve válce zahynuli. Přidány jsou zde také jejich fotografie.

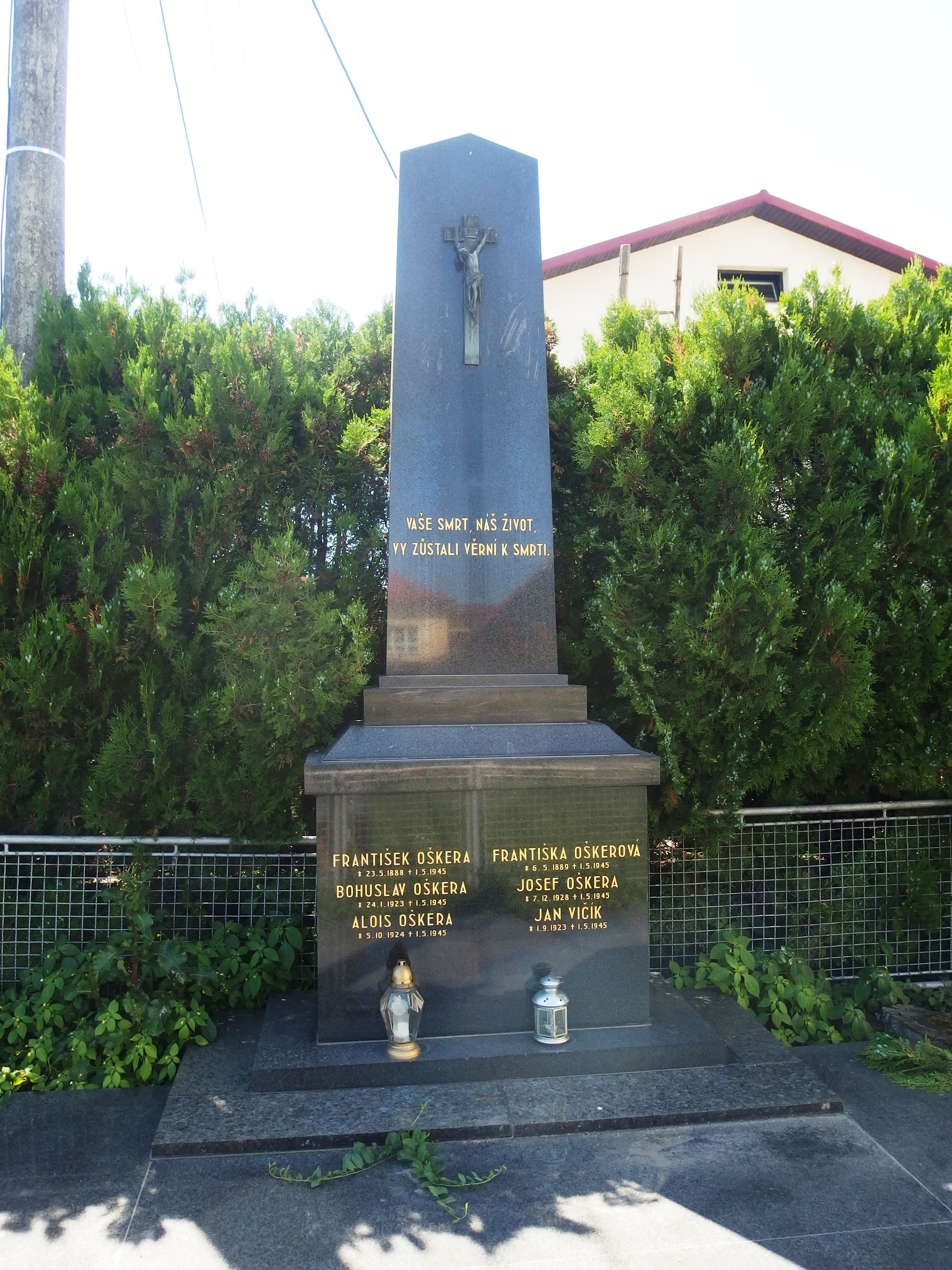
Hrob rodiny Oškerových a Jana Vičíka

Druhý pomník je věnován památce rodiny Oškerových a Jana Vičíka, kteří byli za 2. světové války popraveni nacisty.